# Samy Orfgen

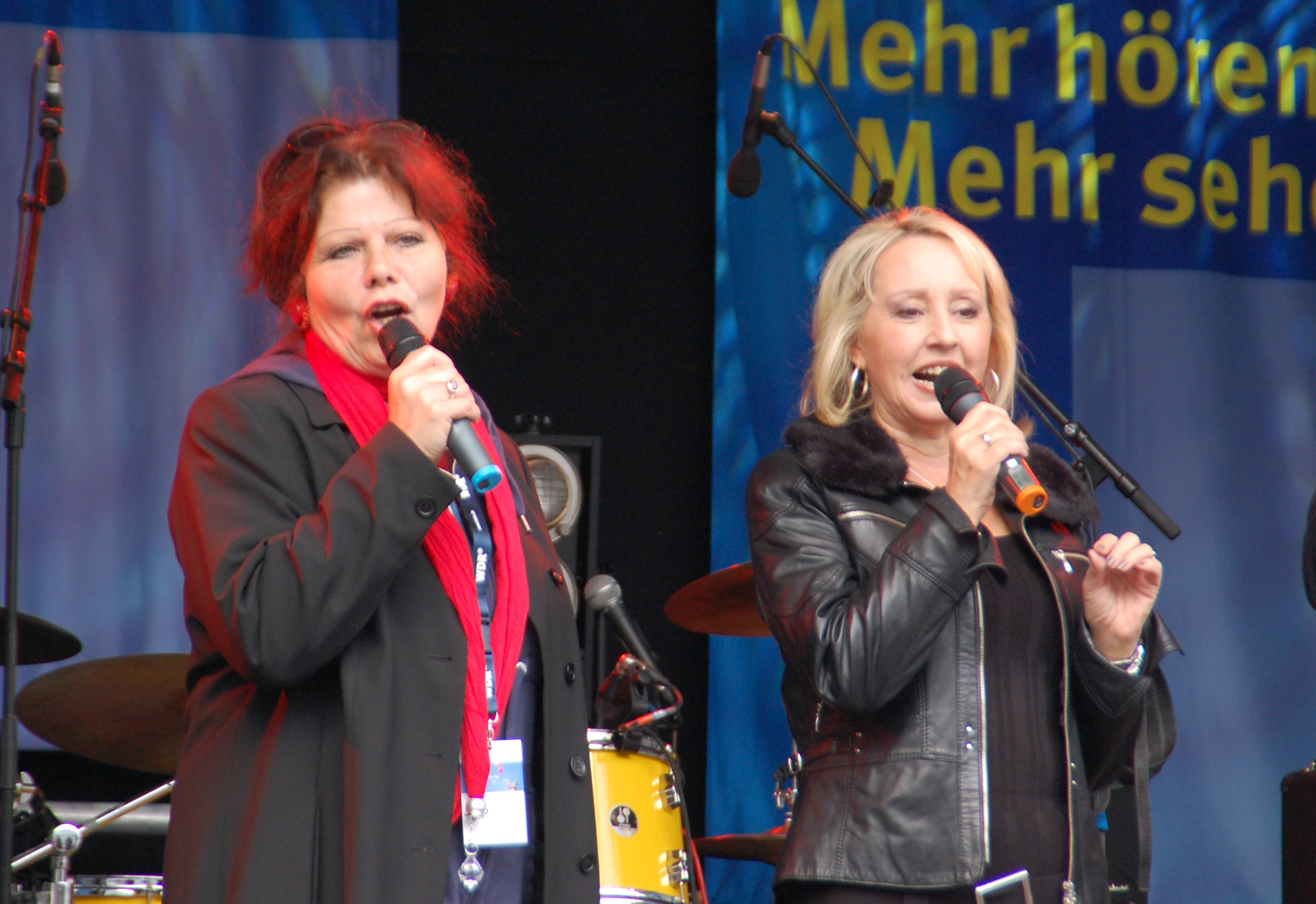
Samy Orfgen (links) und Hildegard Krekel beim NRW-Tag 2010 in Siegen

Samy Orfgen (* 9. April 1951 als Hilde Orfgen in Köln) ist eine deutsche Schauspielerin.

## Leben
Samy Orfgen entstammt einer traditionsreichen Kölner Gastronomie-Familie. Sie stand bereits in vielen bekannten Kölner Theatern auf der Bühne, so u. a. im Millowitsch-Theater, im Theater im Bauturm und im Comedia Theater, zusammen mit Ralf Mähnhöfer im Theater Cordial am Hansaring unter Benno Swienty, im Film wirkte sie u. a. mit in Helmer von Lützelburgs Im Himmel ist die Hölle los und in Walter Bockmayers Geierwally. Als Serien-Darstellerin war sie zu sehen in SOKO Köln, Pastewka, Die Camper, Eurocops und im Tatort.
Einem größeren Publikum wurde Samy Orfgen durch die Rolle der Lisa in der WDR-Fernsehserie Die Anrheiner und in der Nachfolgeserie Ein Fall für die Anrheiner bekannt.

## Filmografie (Auswahl)
- 1984: Im Himmel ist die Hölle los
- 1988: Die Geierwally
- 1989: Das Nest (Fernsehserie)
- 1991–1993: Kommissar Klefisch (Fernsehserie)
- 1993: Eurocops (Fernsehserie)
- 1993: Stadtklinik (Fernsehserie)
- 1993: Tatort – Flucht nach Miami (Fernsehreihe)
- 1994: Die Weltings vom Hauptbahnhof – Scheidung auf Kölsch (Fernsehserie)
- 1997: Die Camper (Fernsehserie)
- 1997: Tatort – Bombenstimmung
- 1998–2011: Die Anrheiner  (Fernsehserie)
- 1999: Lukas (Fernsehserie)
- 1999: Gisbert (Fernsehserie)
- 2007: Pastewka (Fernsehserie)
- 2008: SOKO Köln (Fernsehserie)
- 2011–2014: Ein Fall für die Anrheiner (Fernsehserie)
- 2015: Annemie, ich kann nit mieh
- 2016: Der Lehrer (Fernsehserie)